# Якоб Фелекан
Якоб Фелекан (рум. Iacob Felecan, 1 березня 1914 — 1964) — румунський футболіст, що грав на позиції захисника, зокрема за клуби «Вікторія» (Клуж) та «Крайова», а також національну збірну Румунії.

## Клубна кар'єра
У футболі дебютував 1936 року виступами за команду «Вікторія» (Клуж), в якій провів п'ять сезонів. 
Згодом зіграв один сезон за клуб «Ріпенсія».
1942 року перейшов до клубу «Крайова», за який відіграв 2 сезони. Завершив професійну кар'єру футболіста у 1944 році.

## Виступи за збірну
1937 року дебютував в офіційних матчах у складі національної збірної Румунії. Протягом кар'єри у національній команді, яка тривала 7 років, провів у її формі 9 матчів.
У складі збірної був учасником чемпіонату світу 1938 року у Франції, де румуни програли (3-3 і 1-2) команді Куби в 1/8 фіналу. Фелекан зіграв тільки в матчі-переграванні.
Помер 1964 року на 50-му році життя.